# Thomán István
Thomán István (Homonna, 1862. november 4. – Budapest, 1940. szeptember 22.) zongoraművész és -tanár. Hangszerének egyik legjelentősebb magyarországi pedagógusa. Thomán Mária hegedűművész édesapja, Thomán Jakab orvos unokaöccse.

## Életútja
Édesapja dr. Thomán Dávid, édesanyja Weisberger Róza volt. Bécsben és Budapesten jogot tanult, ezzel párhuzamosan 1881 és 1885 között a Zeneakadémián Erkel Ferenc, Nikolits Sándor, Volkmann Róbert, majd az utolsó két évben Liszt Ferenc tanítványa. Liszt egyik kedvenc tanítványa lett, így utazásain is elkísérte például Weimarba, Rómába. Jelen volt halálánál és temetésén is.
1888-tól 1906-ig, nyugdíjazásáig egykori alma matere tanára, ahol számos kiváló magyar zongoraművészt (Bartók Béla, Dohnányi Ernő, Keéri-Szántó Imre), majd magántanítványaiként a Zeneakadémia későbbi tanárait (Ferenczy György, Engel Iván) nevelte. Egyike a legnagyobb magyar zongorapedagógusoknak, Liszt hagyományainak folytatója.

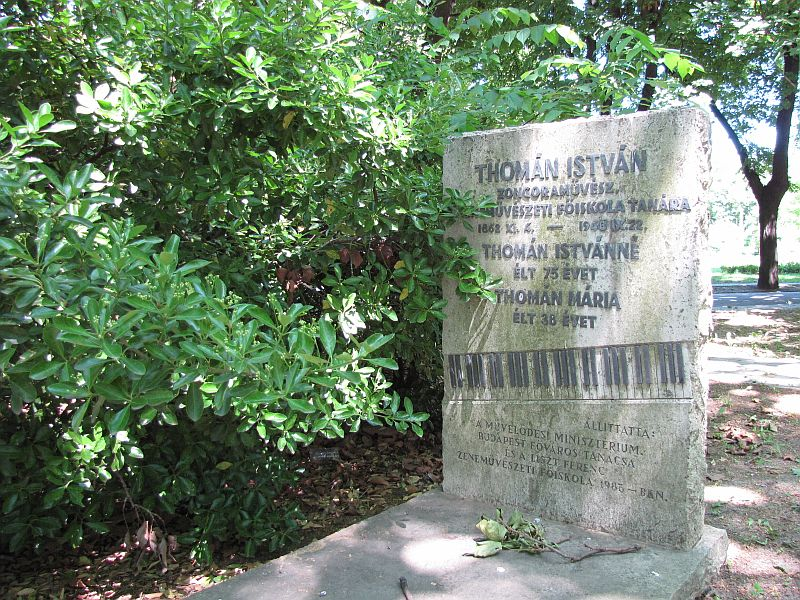
Thomán István sírja Budapesten. Kerepesi temető 42/1.

Külföldön is hangversenyezett, mint kamaramuzsikus is kitűnt.
Legjelentősebb, máig használt pedagógiai műve az 1906-ban megjelent A zongorázás technikája. Alapvető gyakorlatok egyenletes és virtuóz játék elsajátítására c. hatkötetes munka. Cikkei és tanulmányai jelentek meg a Zenei Szemlében, a Muzsikában és hasonló neves szaklapokban.
Halálát végbélrák, agyérelmeszesedés okozta. Felesége Neuschlosz Valéria volt.

## Emlékezete
Budapest XII. kerületében utca viseli a nevét.
A Szinetár Miklós által rendezett, Liszt Ferenc életéről szóló televíziós sorozat három részében Pelsőczy László alakította Thomán Istvánt.
150. születésnapja alkalmából, 2012-ben Homonnán szobrot emeltek tiszteletére.